# ريموثيرد: بروكن بورسلان
ريموثيرد: بروكن بورسلان (بالإنجليزية: Remothered: Broken Porcelain) هي لعبة فيديو إيطالية من تطوير ستروميند غيمز، ومن نشر شركتي دريل آرتس، ومودوس غيمز، صدرت اللعبة بتاريخ 13 أكتوبر 2020، وتعمل على منصات بلاي ستيشن 4، نينتندو سويتش، إكس بوكس ون ومايكروسوفت ويندوز.